# Casuarina stricta
L'espècie amb nom científic Casuarina stricta (casuarina penjant) és un arbre originari d'Austràlia, de la família de les Casuarinàcies.

## Etimologia
L'etimologia del gènere al·ludeix a l'au corredora australiana casuari (Casuarius casuarius), el plomatge del qual s'assembla a el fullatge d'alguns membres del gènere.

## Descripció
És una espècie dioica, baixa en el seu gènere, assolint 10 m d'alçada. Copa arrodonida o difusa, especialment en els primers anys. Tronc tortuós; escorça aspra, fissurada. S'assembla a un pi, confonent als profans de la botànica. El que semblen fulles de gimnosperma aciculars són en realitat branquillons prims que compleixen el paper de fulles fotosintetizadoras. Les veritables fulles són tot just escates en els nusos d'aquests branquillons. En C. stricta el nombre d'escates és de 9 a 12 en cada nus o verticil. Flors masculines grogues, en espigues terminals de 6-18 cm de longitud i 5 de diàmetre. Les flors femenines, en un altre fust, en aments de 6-8 mm, verdes. Fruits globosos, 25-55 mm x 20-30 mm, amb bractèoles prominents, i aglomerades. Llavors alades, anemòfiles. La llavor mesura entre 3 a 5 mm.

## Cultiu i usos
Es multiplica per llavors fàcilment. Posats els fruits a assecar, aviat hi ha dehiscència de les llavors, que són viables per 1 a 2 anys, amb emmagatzematge fresc i sec. Germina, sense tractaments previs, molt bé.
C. stricta exigeix temperatura i qualitat de terra. Suporta bé el clima marítim i sòls pobres i salins. Com exemplar aïllat es desenvolupa bé .